# Аитов, Ринат Нуралиевич
Ринат Нуралиевич Аитов (род. 10 августа 1972, Узун, Сурхандарьинская область) — советский и российский футболист, защитник; тренер.

## Биография
Воспитанник узбекского футбола, окончил школу в пос. Узун (Узбекская ССР). Также жил и учился в селе Кирюшкино Старокулаткинского района Ульяновской области. В начале карьеры выступал за любительские команды из Фрунзе и Сызрани.
В 1993 году перешёл в казахский клуб «Уралец-АРМА». Свой первый гол в чемпионате Казахстана забил 11 сентября 1993 года в ворота алма-атинского «Динамо» (1:0), а всего в высшей лиге сыграл 10 матчей и забил 3 гола.
В 1994 году вернулся в Россию и стал выступать на любительском уровне за «Энергию» (Ульяновск). В 1996 году стал победителем зонального и серебряным призёром финального турниров первенства России среди любителей. На финальном турнире, проводившемся в Химках, был признан лучшим защитником. В 1997—1999 годах играл в составе «Энергии» на профессиональном уровне в третьей и второй лигах, провёл более 100 матчей. После объединения «Энергии» и димитровградской «Лады» провёл один сезон в Димитровграде.
С 2001 года играл за ведущий клуб Ульяновска — «Волгу». В 2005—2006 годах выступал за «Алнас» (Альметьевск), в 2007 году вернулся в «Волгу» и в том же сезоне стал победителем зонального турнира второго дивизиона. В 2008 году сыграл в составе ульяновского клуба 13 матчей в первом дивизионе. Был капитаном команды. Последние матчи на профессиональном уровне провёл в 2010 году. Всего в составе «Волги» сыграл 222 матча в первенствах России, а за оба ульяновских клуба — 324 игры.
В 2011—2012 годах работал главным тренером юношеского состава и дубля «Волги» и сам выходил на поле в его составе, затем до 2017 года входил в тренерский штаб основной команды. Летом 2018 года вернулся в тренерский штаб «Волги», а через год возглавил созданную в 2017 году «Ладу» Димитровград. В декабре 2019 года стал главным тренером «Волги». В июне 2021 года тренировал сборную группы 4 ПФЛ на турнире «Переправа». В 2022 году вместе с «Волгой» стал победителем группы 4 ФНЛ-2 сезона 2021/22. В конце октября 2022 года покинул пост главного тренера «Волги».
По состоянию на июнь 2025 года — президент федерации футбола Ульяновской области (назначен в мае 2023 года), также руководитель мини-футбольной (футзальной) команды «Волга», которая заняла 3-е место в высшей лиге чемпионата России в сезоне 2024/25. В июне 2024 года был назначен на должность директора спортивной школы «Волга» имени Н. П. Старостина.